# Agnsjön (Mårdaklevs socken, Västergötland)
Agnsjön är en sjö i Falkenbergs kommun och Svenljunga kommun i Västergötland och ingår i Ätrans huvudavrinningsområde. Sjön har en area på 0,174 kvadratkilometer och ligger 126,2 meter över havet.

## Delavrinningsområde
Agnsjön ingår i det delavrinningsområde (633981-132473) som SMHI kallar för Mynnar i Ätran. Medelhöjden är 143 meter över havet och ytan är 24,85 kvadratkilometer. Det finns inga avrinningsområden uppströms utan avrinningsområdet är högsta punkten. Kvarnabäcken som avvattnar avrinningsområdet har biflödesordning 2, vilket innebär att vattnet flödar genom totalt 2 vattendrag innan det når havet efter 54 kilometer. Avrinningsområdet består mestadels av skog (75 procent). Avrinningsområdet har 2,29 kvadratkilometer vattenytor vilket ger det en sjöprocent på 9,2 procent.